# Tadeusz Felsztyn
Tadeusz Felsztyn, do 1920 Feldstein (ur. 30 września 1894 we Lwowie, zm. 14 grudnia 1963 w Pitsford) – podpułkownik uzbrojenia Wojska Polskiego II RP, pułkownik Armii Polskiej w ZSRR i Polskich Sił Zbrojnych, doktor fizyki, konstruktor oraz teoretyk broni i strzelectwa, historyk wojskowości, redaktor, publicysta, działacz katolicki, społeczny i polityczny.

## Życiorys
Urodził się 30 września 1894 we Lwowie jako Tadeusz Feldstein w rodzinie żydowskiej. Wychowywał się rodzinie usposobionej patriotycznie dla sprawy polskiej. Był synem inż. Hermana Władysława Feldsteina (1864–1935), przemysłowca, dziennikarza, założyciela banku Kupieckiego, organizacji Agudas Achim – Przymierze Braci, a wraz z Rogerem Battaglią „Gazety Porannej i Wieczornej” i Heleny z Nossigów (1860–1925), właścicielki pierwszej we Lwowie wytwórni tkanin i dywanów. Miał starszą siostrę Łucję Kipową i młodszego brata Romana (1901–1919), poległ podczas wojny polsko-ukraińskiej. Wraz z rodziną zamieszkiwał w domu przy ulicy Herburtów 7.
W wieku 14 lat podjął działanie w organizacji „Promień”. Kształcił się w C. K. Gimnazjum VIII we Lwowie. W 1913 ukończył Szkołę Realną we Lwowie. Działał w Związku Walki Czynnej. Rozpoczął studia na Politechnice Lwowskiej, a od 1913 studiował filozofię na Wydziale Matematyczno-Fizycznym Uniwersytetu w Getyndze.
Po wybuchu I wojny światowej wstąpił do Legionów Polskich. Służył w I batalionie 1 pułku piechoty w składzie I Brygady, w 5 pułku piechoty w składzie I Brygady, w komendzie III Brygady, dowodził Oddziałem Telefonicznym 6 pułku piechoty w składzie III Brygady, był dowódcą plutonu. Ranny przebywał na leczeniu w Klasztorze Sióstr Niepokalanek w Jarosławiu. 14 maja 1915, po ukończeniu Szkoły Podchorążych Legionów Polskich „ze stopniem dobrym”, został mianowany aspirantem oficerskim w randze tytularnego sierżanta z poborami plutonowego. W grudniu 1915 mianowany chorążym, w połowie 1916 awansowany do stopnia podporucznika. Po kryzysie przysięgowym był oficerem Polskiego Korpusu Posiłkowego. Po bitwie pod Rarańczą z połowy lutego 1918 został internowany. Po odzyskaniu wolności podjął studia na Politechnice Lwowskiej. Działał w Polskiej Organizacji Wojskowej.
U kresu wojny 31 października 1918 w stopniu podporucznika stawił się na rozkaz kpt. Zdzisława Trześniowskiego i w listopadzie 1918 brał udział w obronie Lwowa podczas wojny polsko-ukraińskiej. Nazajutrz z rozkazu ww. Felsztyn z oddziałem ubranych cywilnie 12 ludzi i sam dysponując jedynie rewolwerem dokonał rozbrojenia posterunku policji przy rogatce gródeckiej, po czym wrócił i zaopatrzył częściowo polską załogę Szkoły im. Sienkiewicza; następnie brał udział w kolejnej akcji zdobycia broni. Podczas walk kierował warsztatem naprawy karabinów maszynowych, był w załodze Szkoły im. Marii Magdaleny. Dokonał brawurowego czynu, instalując własną pozycję karabinu maszynowego w wyeksponowanym i narażonym na trafienie punkcie na szczycie Poczty i z tego miejsca ostrzeliwał nieprzyjaciela, zadając straty i osłabiając atak Ukraińców (w tym czasie odniósł rany trafiony odłamkiem granatu). Walczył w Odcinku II. 8 listopada 1918 został awansowany do stopnia porucznika. Później brał udział w walkach dalszej fazy wojny z Ukraińcami na obszarze Galicji Wschodniej. Na początku 1919 w prasie donoszono, iż porucznik Feldstein opublikował tekst o antyżydowskim wydźwięku i – podobnie jak niegdyś Leopold Caro – mimo pochodzenia żydowskiego przekształcił się w zadeklarowanego antysemitę.
Ukończył studia, uzyskując tytuł naukowy doktora. Po odzyskaniu przez Polskę niepodległości 1918 został przyjęty do Wojska Polskiego. W 1919 był dowódcą kompanii karabinów maszynowych I batalionu 24 pułku piechoty. Brał udział w wojnie polsko-bolszewickiej. Następnie był instruktorem nauk w Szkole Podchorążych Piechoty w Warszawie. Był czynny w działaniach technicznego opracowania karabinów. Został awansowany do stopnia kapitana piechoty ze starszeństwem z dniem 1 czerwca 1919, a następnie do stopnia majora piechoty ze starszeństwem z dniem 15 sierpnia 1924. 22 sierpnia 1922 roku został zatwierdzony na stanowisku dyrektora nauk Centralnej Szkoły Strzelniczej w Toruniu, pozostając oficerem nadetatowym 6 pułku piechoty Legionów w Wilnie. 4 lutego 1925 roku został przesunięty ze stanowiska dyrektora nauk na stanowisko kierownika Działu Doświadczalnego. W 1928, przydzielony nadal do 6 pp Leg., pozostawał w kadrze naukowej szkoły, przemianowanej na Centrum Wyszkolenia Strzeleckiego Piechoty. 28 stycznia 1931 roku został przeniesiony z korpusu oficerów piechoty do korpusu oficerów uzbrojenia z pozostawieniem na zajmowanym stanowisku w Instytucie Badań Materiałów Uzbrojenia w Warszawie.
29 stycznia 1932 roku został mianowany podpułkownikiem ze starszeństwem z 1 stycznia 1932 roku i 3. lokatą w korpusie oficerów uzbrojenia. W 1932 był nadal oficerem Instytutu Badań Materiałów Uzbrojenia w Warszawie. Od 1932 do 1935 był kierownikiem Centrum Badań Balistycznych. W 1932 został wykładowcą balistyki na Politechnice Warszawskiej. Był redaktorem czasopisma „Przegląd Strzelecki i Łuczniczy”. Publikował w „Gazecie Lwowskiej”.
Po kampanii wrześniowej został aresztowany przez Sowietów. Był przetrzymywany w obozie w Kozielsku. W późniejszych wspomnieniach wskazywał na rozwijającą się działalność kulturalną, samokształceniową, odczytową, a nawet wydawniczą wśród osadzonych (o pogadance dla współosadzonych na temat „gruber Berty” wspominał w zapisywanym dzienniku obozowym ppor. Andrzej Rieger. Na wiosnę 1940 polscy jeńcy z Kozielska zostali zgładzeni w ramach zbrodni katyńskiej. W tym czasie Felsztyn wraz z garstką ocalonych został przeniesiony do obozu jenieckiego NKWD w Pawliszczew Borze, następnie do Griazowcu. Podczas pobytu w Griazowcu kierował tam nieformalnym nauczaniem osadzonych Polaków, określanym jako „Uniwersytet Griazowiecki”. Przetrzymywani w tym obozie odzyskali wolność na mocy układu Sikorski-Majski z 30 lipca 1941, po czym wstąpili do formowanej Armii Polskiej w ZSRR gen. Władysława Andersa. W jej strukturze był dowódcą 19 Pułku Piechoty (12 stycznia - 31 maja 1942), szefem sztabu Ośrodka Zapasowego Armii w Tockoje, później w Centrum Wyszkolenia Armii. Został mianowany pułkownikiem. Był członkiem komisji historycznej 2 Korpusu Polskiego.
W 1949 roku przybył do Wielkiej Brytanii i podjął pracę nauczyciela matematyki i fizyki w szkołach średnich, po raz ostatni w gimnazjum SS. Nazaretanek w Pitsford. Na emigracji rozwinął wszechstronną działalność: katolicką, naukową społeczną i polityczną. Był współpracownikiem pisma „Bellona”, członkiem Polskiego Towarzystwa Naukowego na Obczyźnie, członkiem Rady Instytutu Akcji Katolickiej, członkiem Veritasu i Newman Association, członkiem rzeczywistym Polskiego Towarzystwa Naukowego na Obczyźnie, członkiem Ligi Niepodległości Polski, członkiem Rady Jedności Narodowej oraz członkiem założycielem Koła Lwowian w Londynie.
Zmarł nagle 14 grudnia 1963 w zakładzie sióstr Nazaretanek w Pitsford, gdzie był zatrudniony. Został pochowany na cmentarzu St. Mary’s Kensal Green w Londynie. Był żonaty z Lucyną, z którą miał córkę Helenę. Był praktykującym katolikiem.

## Publikacje
Był encyklopedystą. Został wymieniony w gronie edytorów ośmiotomowej Encyklopedii wojskowej wydanej w latach 1931–1939 gdzie zredagował hasła związane z nauką o broni i batalistyką. Wchodził w skład komitetu redakcyjnego tej encyklopedii. Napisał również:
- O strzale (Biblioteczka żołnierza pod redakcją ppor. Pomarańskiego. Tomik 4); Zygmunt Pomarański i Spółka, Zamość 1919)[41][42]
- Francuski ręczny karabin maszynowy Model 1915 na podstawie instrukcji francuskiej (M.S.Wojsk. / Księgarnia Wojskowa, Warszawa 1919)[43]
- Karabiny maszynowe (Zygmunt Pomarański i Spółka, Zamość 1920)[44][45]
- Nauka o broni. Część I Nauka o strzale (Główna Księgarnia Wojskowa Warszawa 1921)
- O tabeli strzelniczej moździerza piechoty Stokes'a (ok. 1927)[46]
- Strzeleckie rozpoznanie terenu („Wojskowy Instytut Naukowo-Wydawniczy” Warszawa 1928)
- Metoda nauczania o broni. Z planami wykładów, schematami i rysunkami („Wojskowy Instytut Naukowo-Wydawniczy” Warszawa 1925, wyd. 3 w 1930, współautorzy: Kazimierz Klochowicz, Stanisław Szymanowski)
- Działo przeciwparyskie (Biblioteka Towarzystwa Wojskowo-Technicznego, Warszawa 1939)
- Balistyka (Książnica „Atlas” Lwów, Warszawa 1939)
- Wiara i wiedza w świetle nowoczesnych poglądów fizycznych (Rzym: „Veritas” 1945)
- Energia atomowa. Źródła i zastosowania (Rzym: „Instytut Literacki” 1947)
- Dzieje 2 Korpusu (Londyn: „Gryf” 1947)
- Rola 2 Korpusu w kampanii włoskiej; Bellona (Londyn) 1948, nr 4, s. 21–
- Amerykański wywiad przemysłowy w Niemczech; Bellona (Londyn) 1948, nr 4, s. 126–128
- Dyskusja nad ksiązka Blacketa; Bellona (Londyn) 1949, nr 3, s. 82-84
- Zmierzch materializmu w naukach przyrodniczych (Londyn: „Veritas” 1952)
- Świat w oczach współczesnej nauki. Najnowsze odkrycia naukowe (Londyn: „Veritas” 1953)
- Uzbrojenie piechoty w czasie dwudziestu lat niepodległości; Bellona (Londyn) 1955, nr 2, s. 36–55
- Atom w służbie ludzkości (Londyn: „Veritas” 1958)
- Rakiety i podróże międzyplanetarne; Bellona (Londyn) 1959, nr 2, s. 185–190
- Ewolucjonizm (Londyn: „Veritas” 1962)[47]
- Rakiety i podróże międzyplanetarne (Londyn: „B. Świderski” 1959)
- Poza czasem i przestrzenią. Zjawiska pozazmysłowe (Londyn: „Veritas” 1960
- Ofensywa brytyjska w Libii 1940/41; Bellona (Londyn) 1963, nr 3–4, s. 201–215

## Ordery i odznaczenia
- Krzyż Srebrny Orderu Virtuti Militari (za obronę Lwowa 1918; wymieniony wśród odznaczonych żołnierzy późniejszego 38 pułku piechoty Strzelców Lwowskich[48][49], udekorowany 17 kwietnia 1921 we Lwowie przez gen. broni Tadeusza Rozwadowskiego)[50])
- Krzyż Niepodległości (6 czerwca 1931)[51]
- Krzyż Kawalerski Orderu Odrodzenia Polski
- Krzyż Walecznych (czterokrotnie)
- Srebrny Krzyż Zasługi (16 marca 1928)[52]
- Krzyż Zasługi z Mieczami